# بوب كينغ (نقابي)
بوب كينغ (بالإنجليزية: Bob King)‏ هو نقابي أمريكي، ولد في 18 أغسطس 1946 في ميشيغان في الولايات المتحدة.

## روابط خارجية
- بوب كينغ على موقع مونزينجر (الألمانية)